# Électorat de Brunswick-Lunebourg
Pour les articles homonymes, voir Brunswick et Hanovre (homonymie).
1692 / 1708 – 1814
Entités précédentes :
- Principauté de Calenberg

Entités suivantes :
- Royaume de Hanovre

L'électorat de Brunswick-Lunebourg (en allemand : Kurfürstentum Braunschweig-Lüneburg), également appelé électorat de Hanovre (Kurhannover ou Kurfürstentum Hannover), est un ancien État du Saint-Empire romain germanique. Il est né en 1692 de la principauté de Calenberg faisant partie du duché de Brunswick-Lunebourg, lors de l'attribution du titre de prince-électeur au prince Ernest-Auguste (le rang d'électeur n'est officialisé qu'en 1708).
Il s'agissait de la neuvième principauté au rang d'électorat du Saint-Empire, gouvernée par la maison de Hanovre en union personnelle avec le royaume de Grande-Bretagne à partir de 1714. L'électorat disparaît lors de la dissolution du Saint-Empire en 1806. Annexé au royaume de Westphalie en 1810, le Hanovre est élevé au rang de royaume lors du congrès de Vienne le 12 octobre 1814.

## Géographie

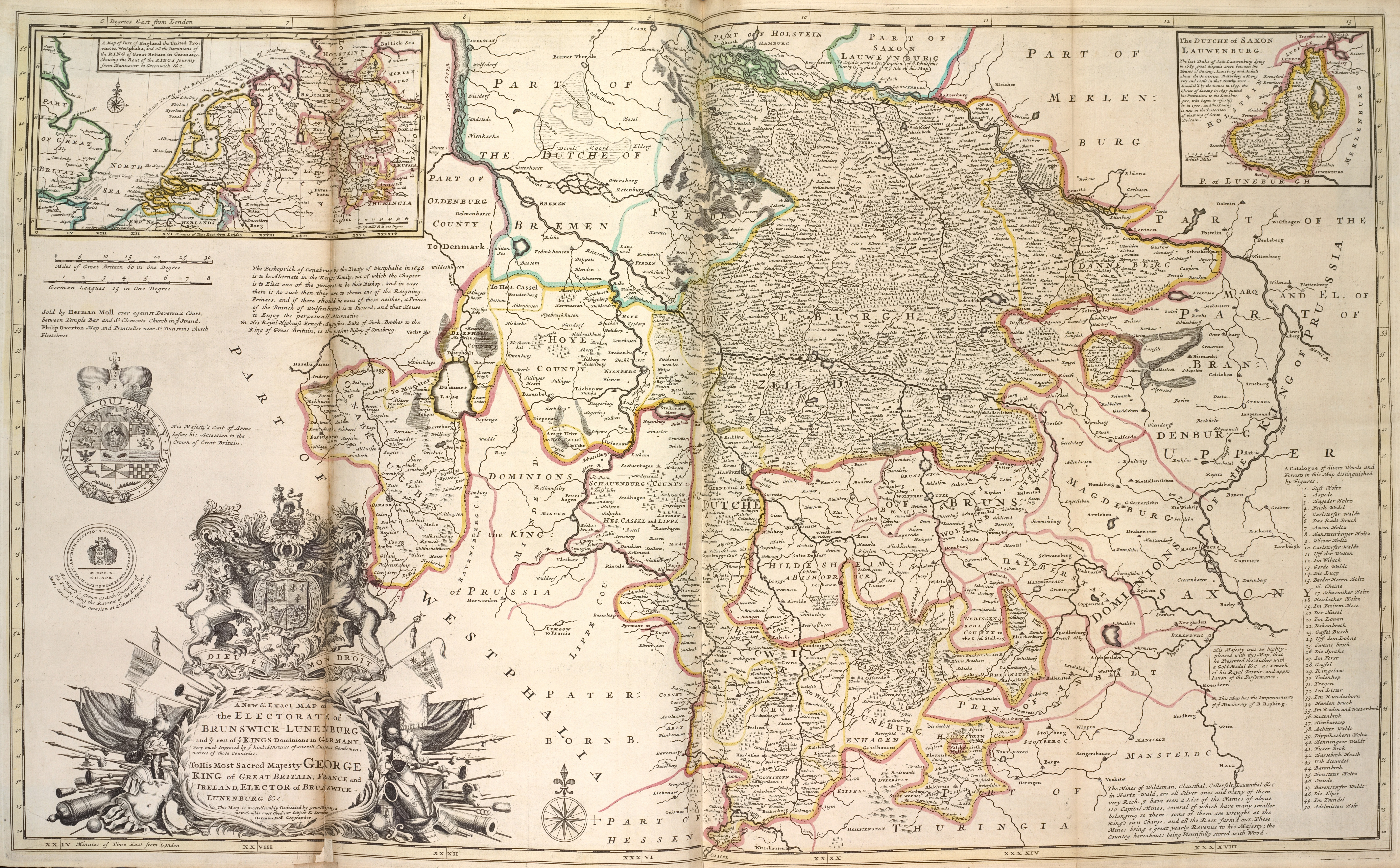
Carte de l'électorat de Brunswick-Lunebourg, 1736.

Les domaines de l'électorat correspondaient à la majeure partie de Brunswick-Lunebourg, à l'exception de la principauté de Wolfenbüttel qui conservait son autonomie et est devenue le duché de Brunswick en 1815. Il était situé sur le territoire de l'actuel land de Basse-Saxe et certaines zones adjacentes de Saxe-Anhalt. Outre de la principauté de Calenberg, la principauté de Grubenhagen et la principauté de Lunebourg (à partir de 1705), ainsi que le comté de Hoya, le duché de Saxe-Lauenbourg et les duchés de Brême et Verden (à partir de 1715) en union personnelle, étaient réunis au sein de Hanovre. En acquérant Brême, l'électorat s'est assuré un accès à la mer du Nord.

## Histoire
Après avoir hérité la principauté de Calenberg de son frère Jean-Frédéric en 1679, l'ambitieux prince Ernest-Auguste a proclamé la primogéniture pour la maison de Brunswick, en faveur de son fils aîné George-Louis, et a engagé des négociations avec l'empereur Léopold Ier de Habsbourg. En 1692, enfin, il voit sa principauté élevée au rang d'électorat du Saint-Empire – l'une des neuf principautés investies d'une fonction élective au trône impérial. Il a également conclu un pacte successoral avec son frère aîné, Georges-Guillaume, le dernier prince de Lunebourg.
La dignité électorale est officiellement conférée au prince Georges-Louis avec l'accord de la Diète d'Empire en 1708. Si l'électorat porte la désignation officielle d'électorat de Brunswick-Lunebourg, il est généralement appelé « électorat de Hanovre ». Cette désignation est en partie liée aux travaux historiques du philosophe Gottfried Wilhelm Leibniz qu'il mena dans le but de légitimer les ambitions dynastiques de son employeur en réalisant une histoire généalogique de la maison de Brunswick.
Avec l'accession du prince-électeur au trône de Grande-Bretagne en 1714, les deux États se retrouvent en union personnelle et l'électorat de Hanovre sert dès lors les desseins de la politique étrangère britannique.
En 1803, à la suite de la rupture de la paix d'Amiens, Hanovre passe sous domination française. En 1805, la France donne Hanovre à la Prusse. En échange, le roi de Prusse cède la principauté de Neuchâtel qu’il détient selon un régime d’union personnelle. La Prusse s’engage également à ne pas entrer dans la Troisième Coalition. En 1807, en vertu du traité de Tilsit, la Prusse doit céder Hanovre au royaume de Westphalie. En 1814, Hanovre est reprise par les Britanniques.
L'électorat devient un royaume en 1814. Le nouveau royaume de Hanovre reste en union personnelle avec le Royaume-Uni de Grande-Bretagne et d'Irlande (issu de l'union de la Grande-Bretagne avec le royaume d'Irlande) jusqu'en 1837.

## Liste des électeurs
- 1692-1698 : Ernest-Auguste
- 1698-1727 : Georges Ier Louis, fils du précédent
- 1727-1760 : Georges II, fils du précédent
- 1760-1814 : Georges III, petit-fils du précédent